# بئاتریس فرناندس
بئاتریس فرناندس (اسپانیایی: Beatriz Fernández‎؛ زادهٔ ۱۹ مارس ۱۹۸۵) بازیکن هندبال اهل اسپانیا است.